# Main Event der World Series of Poker 1989
Das Main Event der World Series of Poker 1989 war das Hauptturnier der 20. Austragung der Poker-Weltmeisterschaft in Las Vegas.

## Turnierstruktur
Das Hauptturnier der World Series of Poker in No Limit Hold’em startete am 15. Mai und endete mit dem Finaltisch am 19. Mai 1989. Ausgetragen wurde das Turnier im Binion’s Horseshoe in Las Vegas. Die insgesamt 178 Teilnehmer mussten ein Buy-in von je 10.000 US-Dollar zahlen, für sie gab es 36 bezahlte Plätze.

## Finaltisch

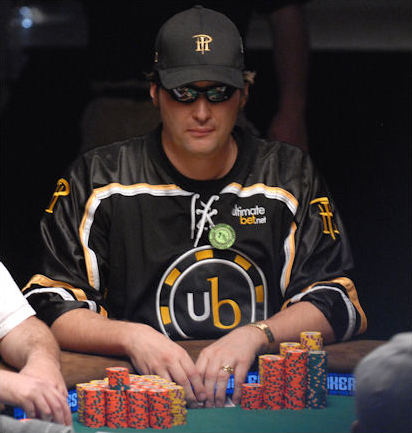
Phil Hellmuth (2008)

Der Finaltisch wurde am 19. Mai 1989 ausgespielt. In der finalen Hand gewann Hellmuth mit 9♠ 9♣ gegen Chan mit A♠ 7♠.
| Platz | Herkunft           | Spieler       | Preisgeld (in $) |
| ----- | ------------------ | ------------- | ---------------- |
| 1     | Vereinigte Staaten | Phil Hellmuth | 755.000          |
| 2     | Vereinigte Staaten | Johnny Chan   | 302.000          |
| 3     | Vereinigte Staaten | Don Zewin     | 151.000          |
| 4     | Vereinigte Staaten | Steve Lott    | 083.050          |
| 5     | Vereinigte Staaten | Lyle Berman   | 067.950          |
| 6     | Irland             | Noel Furlong  | 052.850          |